# Adavi Sangenahalli, Hosadurga
Adavi Sangenahalli là một làng thuộc tehsil Hosadurga, huyện Chitradurga, bang Karnataka, Ấn Độ.